# 克雷奇汗
速檀马合木（Mahmud Sultan，？—1635年），叶尔羌汗国第九任可汗，号称克雷奇汗（Qilich Khan），是阿黑麻汗的孙子，帖木儿的儿子，最开始为喀什噶尔总督。1631年，他的叔叔阿布杜拉提甫去世後，埃米尔们拥立他弟弟速檀阿黑麻为可汗。他对此非常不满，故屡次攻打叶尔羌。速檀阿黑麻开始重用阿克苏的埃米尔，引起了叶尔羌的埃米尔的不满，不久将他废黜，立速檀马合木为克雷奇汗。速檀阿黑麻返回阿克苏，吐鲁番总督阿不都拉哈汗西征阿克苏，速檀阿黑麻又逃回叶尔羌。黑山派沙迪和卓劝说克雷奇汗将其收留，将他安置在城北的一个花园。1635年，沙迪和卓与速檀矛盾激化，他在速檀做礼拜时杀害克雷奇汗，拥立速檀阿黑麻复位。
| 前任： 速檀阿黑麻 | 叶尔羌汗国君主 1632年—1635年 | 繼任： 速檀阿黑麻 |